# Zaire (província)
Zaire é uma das 21 províncias de Angola, localizada na região norte do país. Sua capital está na cidade e município de Mabanza Congo.
Segundo as projeções populacionais de 2018, elaboradas pelo Instituto Nacional de Estatística, conta com uma população de 676 649 habitantes e área territorial de 40 130 km².
É constituída por 11 municípios: Cuimba, Luvo, Lufico, Mabanza Congo, Nezeto, Nóqui, Quêlo, Quindeje, Serra da Canda, Soio e Tomboco.

## Etimologia
O nome "Zaire" é um termo aportuguesado, ou de má pronúncia, da palavra em congo nzere ou nzadi, que significa "o rio que traga todos os rios", numa referência ao rio Congo.

## História

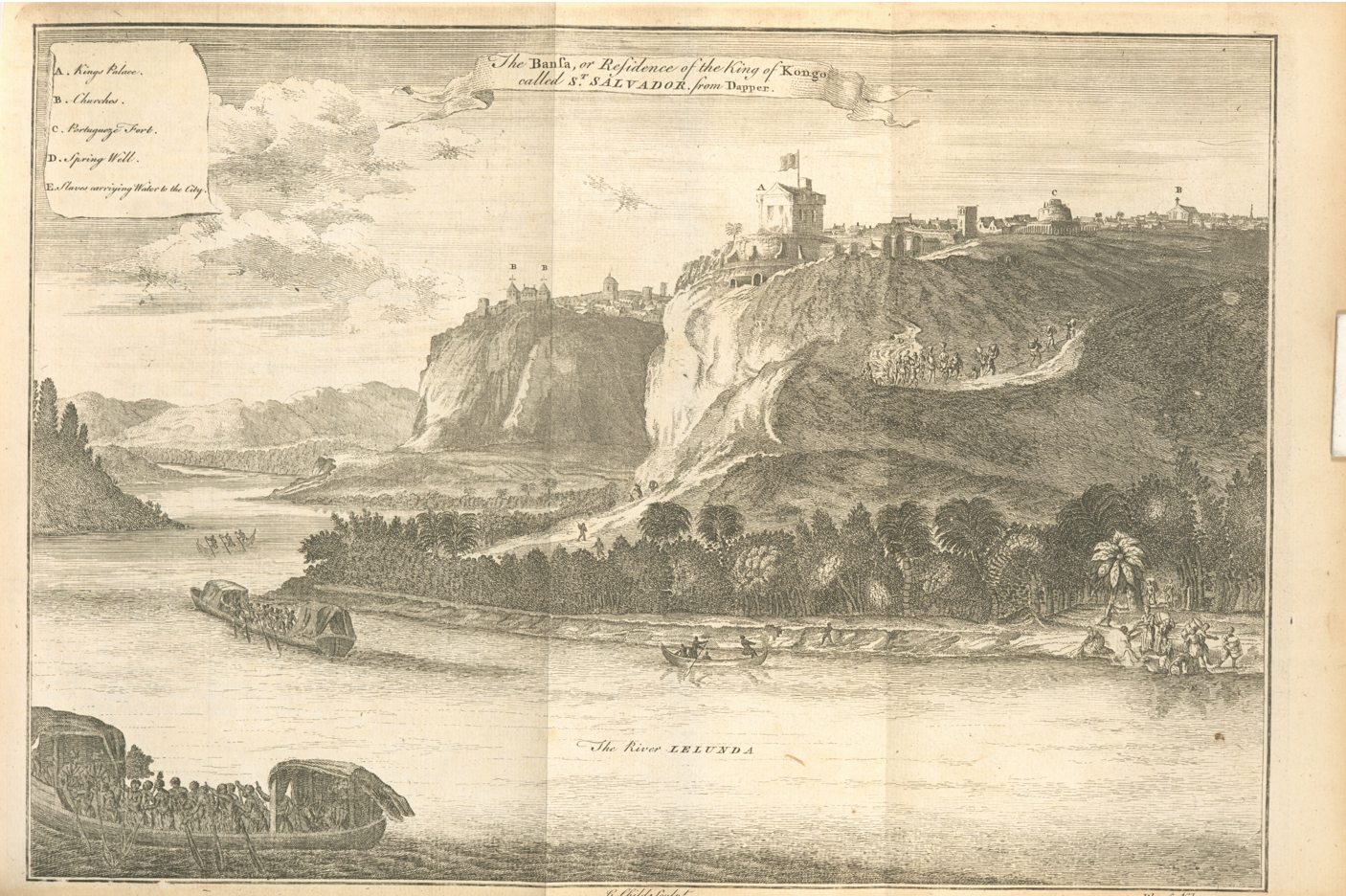
Aspecto de São Salvador do Congo, em pintura de 1745.

A formação da província do Zaire confunde-se com a história de um dos mais poderosos estados pré-coloniais da África, o reino do Congo, que dominava todo o curso inferior da bacia do Congo.
Inicialmente habitada por pigmeus, a demografia da região mudou radicalmente durante a grande migração banta para o sul, onde um subgrupo étnico formou-se entre os que assentaram-se no vale do baixo rio Congo, mais próximo da foz desse no Atlântico. Esse subgrupo banto são os congos, que consolidaram a ocupação da região em meados do século XIII.

### Formação política pré-colonial
A partir do século XIV os congos passaram a organizar-se politicamente, formando o poderoso reino do Congo, a partir da reunião dos reinos Ampemba Cassi e Bambata. O antigo reino de Bambata acabou por tornar-se um ducado dentro do reino, nas terras que atualmente formam a província do Uíge.
A fundação do reino do Congo se deu com a investidura de Luqueni-lua-Nimi como primeiro rei, em 1390, fixando capital em uma localidade por nome Nisi Cuílo, em territórios do Congo-Quinxassa.
Já politicamente forte, o reino do Congo organizou uma expedição e conquistou o reino rival de Muene Cabunga, que tinha sua capital, Mongo-dia-Congo, ao sopé de uma montanha ao sul. A cidade mudou de nome, passando a chamar-se Mabanza Congo, para onde o rei do Congo mudou-se e fez seu palácio.

### Contatos com os portugueses
Em 1483, o explorador português Diogo Cão navegou pelo rio Congo, descobrindo inúmeras aldeias ribeirinhas, tornando-se o primeiro europeu a encontrar o reino do Congo. Diogo Cão deixou um de seus homens no Congo e levou alguns nobres da corte congolesa para Portugal. Ele retornou com os nobres congoleses em 1485, convertendo ao cristianismo o rei Anzinga a Ancua que, batizado em 1491, tornou-se João I do Congo. Os principais nobres da corte congolesa também foram batizados, começando pelo governante da província do Soio, Manuel I do Soio. Ao mesmo tempo, os cidadãos congoleses alfabetizados que regressavam de Portugal abriram algumas escolas no Congo.
O período de aproximação comercial, política e econômica com os portugueses também foi marcado pela própria expansão territorial do reino do Congo, onde, nas guerras empreendidas contra os reinos e povos vizinhos, angariava-se a principal matéria de exportação congolesa, o trabalhador escravo. O principal entreposto de comércio de Portugal com o Congo era São Tomé e Príncipe.

### Tensões com Portugal e a derrocada do reino do Congo

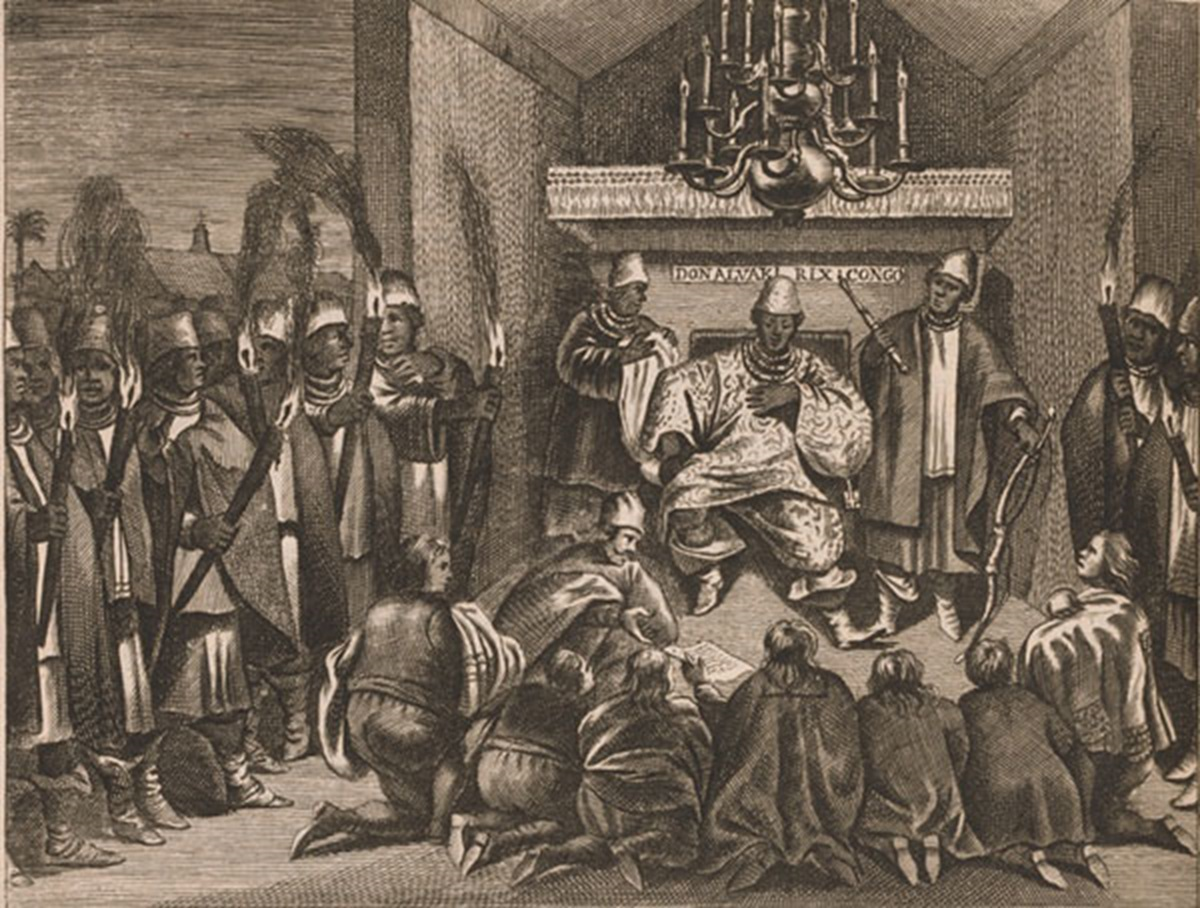
Embaixadores holandeses diante do rei Garcia II do Congo, em Mabanza Congo, em meados do século XVII.

As divergências entre Portugal e o Congo foram surgindo, principalmente relacionadas ao comércio de escravos e à interferência na escolha dos sucessores do trono congolês, aliado ao fato dos governadores da Angola portuguesa se tornarem mais agressivos e intolerantes com a autonomia do Estado africano. Essas tensões levaram a Guerra Luso-Congolesa de 1622, que resultou numa vitória congolesa.
Essa vitória congolesa e a deterioração das relações com Portugal foram cruciais para o sucesso da ocupação holandesa de Angola, onde o reino do Congo preferiu apoiar as ambições holandesas, que julgavam ser mais alinhadas às suas. Nesse tempo o Congo enfrentava seus próprios problemas internos, com uma guerra civil entre 1641 e 1645.
O golpe fatal foi a disputa com Portugal pelas posições na província de Ambuíla levou à batalha de Ambuíla, gatilho da segunda guerra civil, que duraria de 1665 até 1709. Esses conflitos foram os pontos de inflexão para o reino do Congo, o enfraquecendo politicamente, perdendo de fato a condição de Estado independente, passando a Estado vassalo do Reino de Portugal.

### Protetorado do Congo Português
O reino do Congo manteve-se instável durante o século XVIII, ensaiando uma tímida recuperação no século XIX, que viria ser frustrada por Portugal que, antevendo a Conferência de Berlim, negociou, entre 1883 e 1885, com os vários reinos do baixo rio Congo, a constituição do Protetorado do Congo Português, em terras que atualmente incluem, além do Zaire, as províncias de Cabinda e Uíge.
Em 1914, a monarquia do Congo foi abolida, na sequência da vitória portuguesa perante a grande revolta do Congo.

### Formação administrativa
Após a Conferência de Berlim Portugal apressou-se para criar o "distrito do Congo" (atual província do Uíge), como entidade administrativa do Protetorado do Congo Português, em ato no dia 31 de maio de 1887, cuja primeira capital foi a cidade de Cabinda. O protetorado foi extinto num longo processo entre 1912 e 1917.
Em 1922 o distrito do Congo divide-se em dois para dar origem ao distrito do Zaire, com esse quadro permanecendo até 1930, quando o Congo passa a tutelar a "Intendência-Geral de Zaire e Cabinda".
Posteriormente, pelo diploma legislativo ministerial nº 6, de 1 de abril de 1961, foi mudado o nome do distrito do Congo, passando a denominar-se "distrito do Uíge", e; a partir de terras divididas do distrito do Uíge, o mesmo ato recriou o distrito do Zaire (atual província do Zaire). Em 1972 todos os distritos angolanos tornaram-se províncias.

### Período das guerras

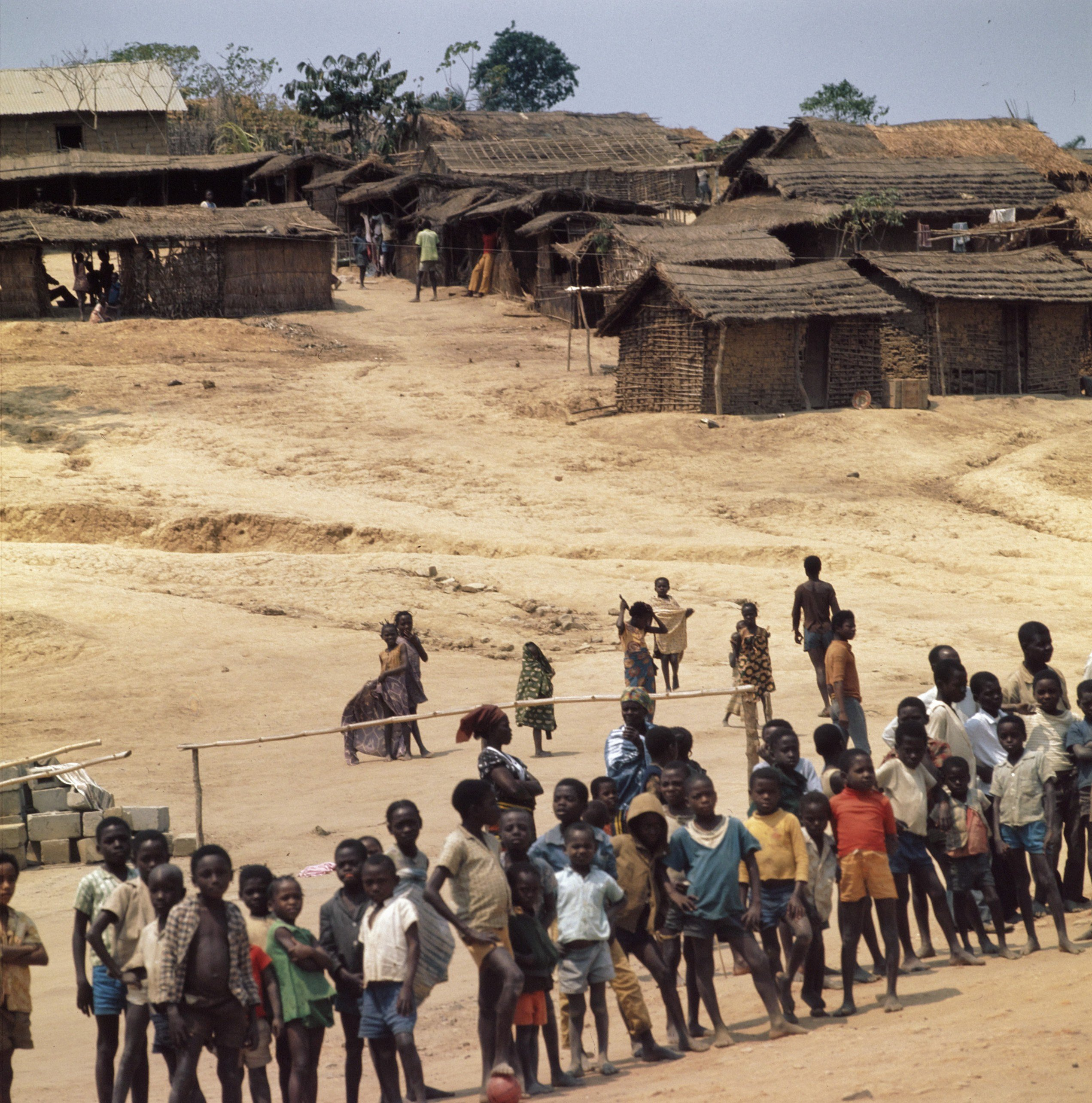
Campo de refugiados angolanos, sob coordenação da FNLA, no Congo-Quinxassa, em 1973.

No dia 15 de março de 1961 iniciou-se, particularmente na província zairense, o que ficou conhecido como ataques ao norte de Angola em 1961, promovidos pelo Frente Nacional de Libertação de Angola (FNLA; àquela altura ainda como UPA), operação guerrilheira relâmpago que durou cerca de três dias, estopim para a declaração oficial de guerra por parte de Portugal, o início definitivo da Guerra de Independência de Angola. As forças da FNLA invadiram postos administrativos e fazendas, matando todas as pessoas que encontravam, independentemente de serem brancos ou negros (já integrados no sistema colonial), homens, mulheres ou crianças. Terão morrido mais de 5000 pessoas, das quais um quinto de origem europeia. Os atacantes estavam armados de catanas e canhangulos. Em 10 de junho as tropas portuguesas iniciam as operações de retomada das áreas invadidas pelo FNLA, que se conclui em outubro do mesmo ano.
Os exercícios militares da FNLA conseguiram manter uma frequência ora vigorosa ora virtual até 1975, quando a derrota do movimento na tentativa de tomada das províncias do Bengo e Luanda o fez perder cada vez mais terreno para seu rival Movimento Popular de Libertação de Angola (MPLA). Durante a Guerra de Independência e a Guerra Civil Angolana, grande parte dos congos fugiu para o então Zaire, levando a uma considerável diminuição da presença desta etnia em solo angolano.
Após a independência, até o ano de 1983 (quando a FNLA foi definitivamente derrotada militarmente), a fronteira seca com o Congo-Quinxassa tornou-se alvo preferencial de incursões e enfrentamentos entre a FNLA e novo Estado angolano, sendo que, após 1983, a maior parte do território zairense já havia se tornado uma área relativamente segura.

### Pós-guerras
Logo após a independência de Angola, muitos refugiados (e os seus descendentes) retornaram a Angola, com esse movimento tornando-se mais intenso a partir de 2002. Os imensos campos de refugiados angolanos no Congo-Quinxassa foram desmontados aos poucos.

## Geografia
A província do Zaire faz fronteira a oeste com o Oceano Atlântico, a norte com a República Democrática do Congo, a leste com a província do Uíge, e a sul com a província do Bengo.

### Clima
Segundo a classificação climática de Köppen-Geiger o clima predominante na província é o tropical de savana (Aw/As), com sua faixa litorânea sul registrando o semiárido quente (BSh). A temperatura da região varia entre 24ºC e 26ºC. Duas estações regem a precipitação e a exposição solar no território zairense, sendo uma de novembro a maio, chuvosa, e; outra de junho a outubro, seca.

### Demografia
A principal língua falada na província é o português, tendo o congo como maior língua regional, e; o grupo étnico predominante no Zaire é o dos congos, havendo certa presença de ambundos, chócues, ovimbundos e grupos menores nas cidades de Mabanza Congo e Soio.
A província do Zaire contava, em 2018, segundo estimativas do Instituto Nacional de Estatística, com uma população de 676.649 habitantes. Segundo dados do censo de 2014, 26,1% dos habitantes viviam nas áreas rurais, enquanto que 73,9% nas áreas urbanas. Os mesmos dados apontavam ainda para uma densidade populacional de 15 pessoas por cada quilómetro quadrado.

### Ecologia, flora e fauna
Ao norte, leste e sul da província domina o "mosaico floresta-savana do Congo ocidental", uma ecorregião composta de pastagens arborizadas com trechos de floresta, bem como floresta perene seca de depósitos de areia e florestas de galeria de dossel denso ao longo dos rios, particularmente na zona mais interior do rio Congo. Já ao oeste e toda faixa litorânea, a paisagem é dominada pela ecorregião das "savanas e florestas de escarpa angolanas", com flora de árvores altas rodeadas de ervas altas, com áreas de mangais e pântanos nas margens dos rios, especialmente nos estuários fluvio-marítimos, com manchas de floresta nublada nas partes mais montanhosas e bosques secos de pastagens arborizadas. Por fim, numa pequena faixa equivalente ao estuário do Congo, há a ecorregião dos "manguezais da África Central" que, graças à enorme deposição de sedimentos do rio Congo, abriga tipos únicos de manguezais em Angola, crescentes nos solos férteis da margem do grande rio, com florestas húmidas de grande porte, importantes para as comunidades de ostras, caranguejos, invertebrados e a grande variedade de peixes que se reprozuzem e abrigam-se entre as suas raízes aéreas; esta ecorregião sustenta uma diversificada vida animal, incluindo o macaco-azul, a tartaruga-da-floresta-africana e aves aquáticas, como o cormorão-africano, além de grandes bandos de outras aves migratórias.

### Hidrografia
Os rios principais da província do Zaire são o Congo, o Mebridege, o Lucunga, o Lué-Grande, o Loge, o Cuílo, o Mepozo (ou M'pozo-Lunda-Luegi, anteriormente Lelunda) e o Luvo. Suas principais bacias são a do Congo, a do Loge e a do Mebridege, além de outras de menor dimensão da vertente atlântica.

### Relevo e geomorfologia
Em função os vales dos rios Mebridege, Loge e Congo, domina o relevo zairense as Planícies Aluviais do Zaire e a Planície do Sublitoral Norte, áreas de pouca elevação, mamelonadas sob efeito de erosão, condicionadas pela vegetação, caracterizadas por altitudes não superiores a 200 metros. Os solos predominantes nesta região são o ferralítico e o paraferralítico. A nível geológico, esta região é predominantemente constituída por rochas efusivas proterozóicas.
Alcança maiores elevações conforme avança para o interior, com três subgrupos principais: domina a zona de Nóqui e parte do centro o Suplanalto do Zaire, a extensão mais ao sul dos Maciços de Maiombe; as extensões norte das cadeias montanhosas do Planalto do Uíge dominam o sul provincial, nas zonas de Quibala Norte e Quindeje, e; as Bordaduras Planálticas do Congo, no leste zairense, nas zonas de Canda e Cuimba. Restam ainda o Planalto de Tôtila, ao centro, e frações do Planalto do Congo e do Subplanalto do Congo como zonas de transição no centro-sul, sudeste e parte do leste provincial.

### Subdivisões
A província do Zaire está subdividida em 22 comunas, que estão organizadas em 11 municípios, a saber: Cuimba, Luvo, Lufico, Mabanza Congo, Nezeto, Nóqui, Quêlo, Quindeje, Serra da Canda, Soio e Tomboco.

## Política e governo
O governo provincial do Zaire é administrado por um governador, que possui três auxiliares diretos na condição de vice-governadores, sendo o primeiro para as áreas dos Serviços Técnicos e Infraestruturas, o segundo para a área do Sector Económico e o terceiro para as áreas do Sector Político e Social.

## Economia

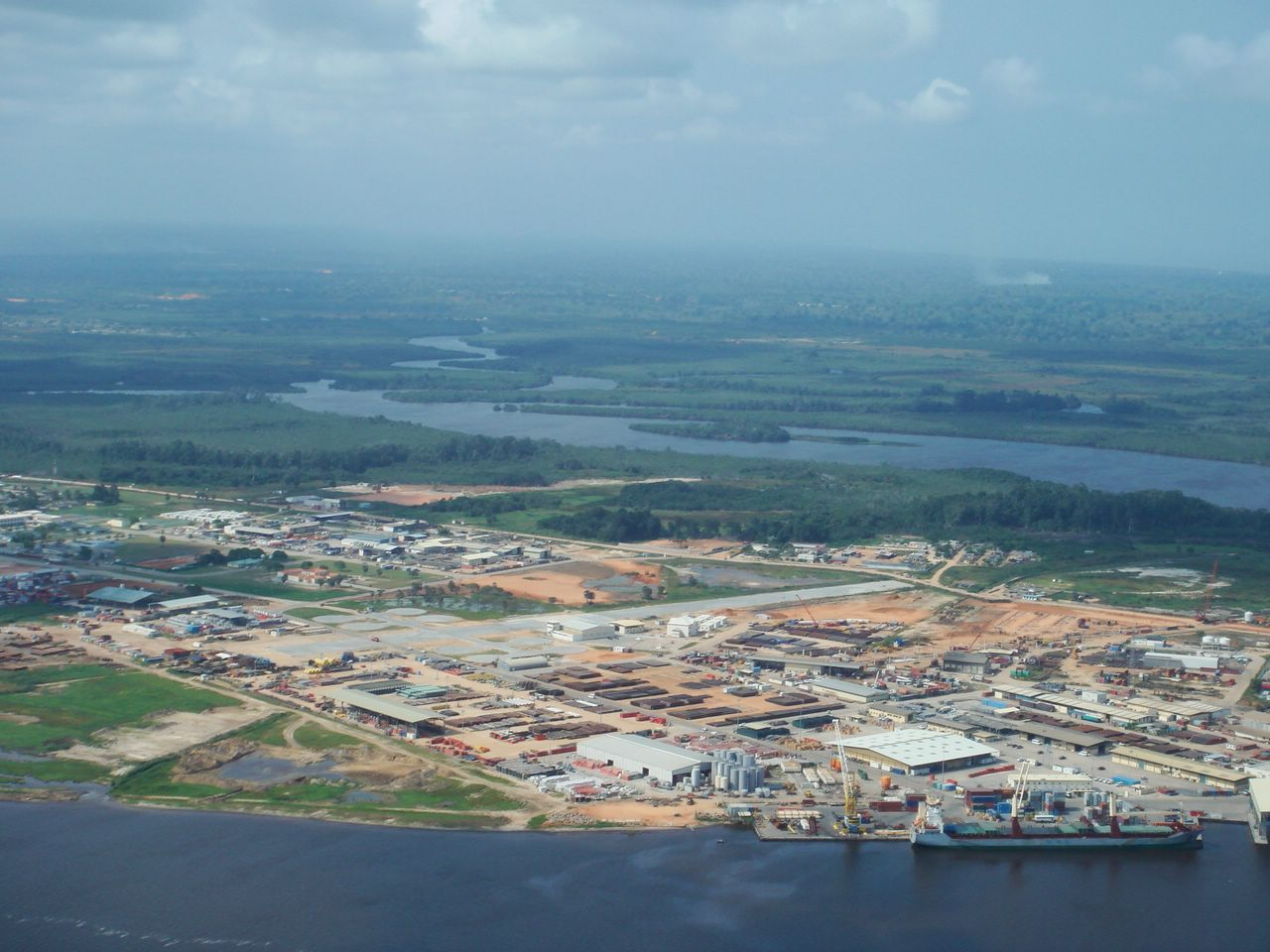
Complexo Portuário do Soyo, em 2007.

### Agropecuária e extrativismo
O sector agrário da província caracteriza-se por uma agricultura camponesa de subsistência, centrada nas lavouras temporárias de mandioca, amendoim, gergelim, batata e feijão. Em aspectos de lavora permanente, existe a produção bananeira, de palmeira de dendém, de cajueiros, de citrinos e a tradicional cafeicultura.
A província do Zaire também registra em toda a sua extensão a pecuária de corte e leite, com rebanhos numerosos de bovinos, caprinos, suínos e ovinos. Existe ainda a criação de galináceos para carne e ovos.
Em matéria de extrativismo há a importante atividade pesqueira (artesanal e mecanizada) feita no rio Congo e no litoral zairense, que mantém uma elevada parcela da população ocupada. Soma-se a atividade pesqueira uma relevante produção extrativa marisqueira feita principalmente no estuário do Congo e na foz do Mebrideg Outra atividade extrativista é a de extração madeireira.

### Indústria, petróleo e mineração
A indústria manufactureira concentra-se na extração industrial e no armazenamento de petróleo, gás e óleos, concentrado no importante polo de Cuanda, na cidade do Soio. O mesmo polo industrial também é especializado na indústria pesqueira e na estalagem e manutenção de embarcações.
Já a capital provincial têm seu pequeno polo industrial especializado na agroindústria de beneficiamento de carnes, couro e leite, havendo também unidades de fabricação de bebidas, de têxteis e de materiais de construção.
Na extração industral está o factor económico mais importante desta província, assentando-se na exploração de petróleo. Outros dos principais recursos naturais sob regime de extração industrial são o fosfato, o cobre, o ouro, o zinco, o betume, o volfrâmio, o estanho, a mica, o chumbo, a magnetita, o vanádio e a madeira.

### Comércio e serviços
Os grandes centros atacadistas da província são as cidades de Mabanza Congo e Soio, sendo que a última é estratégica tanto para a população zairense quanto para o próprio país, na medida em que é o porto mais próximo da província Cabinda, sendo seu centro de suprimentos.
A capital zairense dispõe de uma gama grande de serviços financeiros, administrativos, além de oferta de outros relacionados à saúde, turismo, educação e entretenimento.
Os serviços relacionados à logística encontram massa salarial relevante no Complexo Portuário do Soyo e no Porto de Nóqui.

## Cultura e lazer
Com um rico mosaico cultural, fruto de uma longínqua interação entre os povos que atravessavam a região do rio Congo, a província do Zaire é o berço da cultura eminentemente angolana, fato que observa-se na música, na dança, na arquitetura, na culinária, na língua, etc..
Em matéria culinária, os pratos típicos da província são a quizaca (feito com folhas de mandioca), pratos feitos com peixe fresco e seco acompanhados de funge de bombó, e pratos com carne de caça.
Já os pontos de interesse incluem o Museu Culumbimbi, as ruínas da Catedral de São Salvador do Congo, os portos históricos de Pinda e Rico e a Ponta do Padrão.. Em aspectos naturais os pontos de interesse são a foz do rio Congo, as Quedas do Mebridege, as Cavernas do Zau Evua e as Grutas de Senga.

## Ligações Externas
- «Governo Provincial do Zaire»
- «Retrato sobre a província do Zaire». Angola Magazine (2013)